# オール・シングス・マスト・パス
『オール・シングス・マスト・パス』(All Things Must Pass)は、1970年11月27日に発売されたジョージ・ハリスンのスタジオ・アルバム。LPレコード3枚組(CDでは2枚組)というボリュームの大作で、全英・全米ともに第1位を記録した彼のソロ・キャリアにおける代表作である。
『ローリング・ストーン誌が選ぶオールタイム・グレイテスト・アルバム500』において、368位にランクインしている。

## 解説
ビートルズ在籍中から制作していた楽曲を中心に収録したアルバムで、ハリスンの作詞の実力が発揮されている。1970年代の幕開けを飾るロックの金字塔とも評された。シングルでも「マイ・スウィート・ロード」、「美しき人生」といったヒットを生み出した。アルバム全体を通して、ハリスンが崇拝する神への念を素直に表現している。オリジナルLPのディスク3は“Apple Jam”と呼ばれ、ハリスンらを中心としたジャム・セッションの様子を収録。
エリック・クラプトンを中心としたデレク・アンド・ザ・ドミノスのメンバーや、リンゴ・スター、バッドフィンガー、ビリー・プレストン等のミュージシャンが本作に参加した。プロデュースはハリスンとフィル・スペクターの共同名義である。

## 制作
プロデューサーのスペクターが、ハリスンの未発表曲を聴いたとされるのは1970年の初頭とされている。スペクターは「ジョージのフライアー・パークに行って・・・"君に聴かせたいちょっとした曲があるんだ "と言われたんだ。それは終わりのない事だった！ 彼は文字通り何百もの曲を持ってて、それぞれが他の曲より優れてた。彼が僕に発表した時、この様に全ての感情を蓄積してたんだ」と語っている。また、一部の楽曲はボブ・ディランと共作しており、その内の1曲である『アイド・ハヴ・ユー・エニータイム』は、アルバムの1曲目に収録された。
ビートルズ在籍時に制作された楽曲も多く、『レット・イット・ダウン』は1968年の末に書かれ、ゲット・バック・セッションの中でも数曲が披露された。その他にも、ビートルズから一時離脱する際に書いた『ワー・ワー』、ビートルズ間の友情に焦点を当てて書かれた『ラン・オブ・ザ・ミル』等が存在する。
1970年5月1日には、本アルバムの制作に取り掛かる前にニューヨークで行われていたディランのセッションに参加。そこで、ディランが制作していた楽曲『イフ・ノット・フォー・ユー』を手に入れた。
本アルバムは「全体が峡谷の縁で起こっている」「緊張と切迫感を持って曲が演奏されている」と評価されている。

### Apple Jam
3枚目には、“Apple Jam”と評したジャム・セッションの模様が収録されている。5曲中4曲はインストゥルメンタルの楽曲となっている。『アイ・リメンバー・ジープ』はクラプトンの愛犬の名前に由来し、『サンクス・フォー・ザ・ペッパロニ』は、レニー・ブルースの台詞に由来している。
『ジョニーの誕生日』は、ジョン・レノンの30歳の誕生日を祝うために制作されたもので、メロディーはクリフ・リチャードのヒット曲『コングラチュレーションズ』を引用している。それまで、本曲のクレジットはハリスンの物であったが、1970年の12月に作曲者であるビル・マーティンとフィル・コールターが使用料を請求したために、この二人を作曲者に含めた物に変更された。

## 録音
音楽史家のリッチー・ウンターバーガーによると、本作の録音の正確な日付は明らかでない。しかし、本作のプリプロダクションは映画『レット・イット・ビー』のワールドプレミアと同日の1970年5月20日から開始されていたという。
また、最初のアルバムの正式な録音作業は1970年5月26日に、ロンドンのアビイ・ロード・スタジオで行われた。
録音に参加したドラマーのアラン・ホワイトは、「ミュージシャンたちの間に本当に良い絆が生まれ、もめ事は一切なかった」と好意的に語っている"。
因みに『プラグ・ミー・イン』と『サンクス・フォー・ザ・ペッパロニ』の2曲は、1970年6月後半にロンドンのアップル・スタジオで録音が行われた。
また制作の最中にスペクターがスタジオで転倒し腕を骨折し、休養に入った。

### オーバーダビング
スペクターが不在の間、ハリスンはエンジニアのケン・スコットと共同でロンドンのトライデント・スタジオにてオーバーダビングを開始。その後、ロサンゼルスで療養中のスペクターに初期ミックスを送り、スペクターは1970年8月19日付の手紙で「更なるオーバーダビング、最終ミキシング」の提案を述べた。
また、ジョン・バーハムによるオーケストレーションが同年9月上旬に録音された。また、同時期にハリスンのボーカルやスライドギター、バッキング・ボーカルのパートのオーバーダビングが開始された。
バーハムはフライアー・パークに滞在し、ハリスンがギターやピアノで弾いたメロディーから譜面を作成した。
最終的なミキシングは10月の末にスペクターと共同でニューヨークにて行われた。

## 再発

### 2001年
2001年1月24日、『オール・シングス・マスト・パス ～ニュー・センチュリー・エディション～』と題したバージョンが発売された。こちらはハリスン自身が監修し、全曲に最新のデジタル・リマスタリングが施されている。エンジニアをスコットが、ジョン・アストリーがリマスタリングを担当した。ハリスンとスコットは本作に使用されたリバーブの量に衝撃を受け、同時にリミックスを施すことを考えたが、EMIが反対した。
ジャケットの写真はカラー化され、ジャケットのフライアー・パークが徐々に都市に浸食されていく様子を表している。
このバージョンには未発表曲やラフ・ミックス、デモ・テイク、新たなアレンジで再録された音源などが新たに追加されている。また、スコットによると、ハリスンは当初「アルバムに参加したメンバーの回想の記録を収録したボーナス・ディスク」を追加したいと考えていたという。しかし、スターがこの録音作業の記録を覚えていなかったことから、急遽この企画を断念することになったという。

### 2010年
2010年11月26日、発売40周年を記念し、オリジナルの構成のまま、3枚のビニール製LPの限定ボックスセットで再発売された。

### 2014年
2014年9月22日、2014年最新のリマスタリングを施し再発売された。内容は2001年盤と同様、日本盤のみSHM-CDで発売されている。

### 2020‐2021年
2020年11月27日、楽曲『オール・シングス・マスト・パス』のステレオ・リミックスが発売された。その後、2021年8月6日に改めて本アルバムが再発売された。
ハリスンは2001年再発盤のライナーノーツでも「すべての曲をリミックスするというアイデアには抵抗しづらい。当時は分厚い音作りが相応しいように思えたが、長い年月を経た今、僕はそうした音作りからいくつかの曲を解放したいと考えている」と答えており、今回の再発盤では2021年の最新リマスタリング＆リミックスが施されている。
今回の再発盤では、通常音源に加え、未発表のデモテイク、アウトテイク、ジャムセッションの音源ら70曲が収録された5枚のCD、オリジナルアルバムのHDステレオ、5.1サラウンド、ドルビー・アトモスのオーディオが収録されたBlu-ray、オリヴィア・ハリスン監修のブックレットが付属されたスーパー・デラックス・エディションの他、デラックス・エディション、2CDエディション、スーパー・デラックス・LPエディションらの形態で発売されている。

## 収録曲
特記のない楽曲はジョージ・ハリスンによるもの。
またアナログ盤では美しき人生からがB面、アイ・ディッグ・ラヴからD面、アイ・リメンバー・ジープからがF面である。

### Disc 1
1. アイド・ハヴ・ユー・エニータイム - I'd Have You Anytime (George Harrison, Bob Dylan)
2. マイ・スウィート・ロード - My Sweet Lord
3. ワー・ワー - Wah-Wah
4. イズント・イット・ア・ピティー (ヴァージョン1) - Isn't It a Pity (Version One)
5. 美しき人生 - What is Life
6. イフ・ノット・フォー・ユー - If Not for You (B. Dylan)
7. ビハインド・ザット・ロックト・ドア - Behind That Locked Door
8. レット・イット・ダウン - Let It Down
9. ラン・オブ・ザ・ミル - Run of The Mill

### Disc 2
1. ビウェア・オブ・ダークネス - Beware of Darkness
2. アップル・スクラッフス - Apple Scruffs
3. サー・フランキー・クリスプのバラード - Ballad of Sir Frankie Crisp (Let It Roll)
4. アウェイティング・オン・ユー・オール - Awaiting on You All
5. オール・シングス・マスト・パス - All Things Must Pass
6. アイ・ディッグ・ラヴ - I Dig Love
7. アート・オブ・ダイイング - Art of Dying
8. イズント・イット・ア・ピティー (ヴァージョン2) - Isn't It a Pity (Version Two)
9. ヒア・ミー・ロード - Hear Me Lord

### Disc 3(Apple Jam)
1. アウト・オブ・ザ・ブルー - Out of The Blue
2. ジョニーの誕生日 - It's Johnny's Birthday (Based upon "Congraturations" by Martin & Coulter)
3. プラグ・ミー・イン - Plug Me in
4. アイ・リメンバー・ジープ - I Remember Jeep
5. サンクス・フォー・ザ・ペッパロニ - Thanks for the Pepperoni

## ニュー・センチュリー・エディション収録曲

### DISC 1
1. アイド・ハヴ・ユー・エニータイム - I'd Have You Anytime
2. マイ・スウィート・ロード - My Sweet Lord
3. ワー・ワー - Wah-Wah
4. イズント・イット・ア・ピティー (ヴァージョン1) - Isn't It A Pity (Version One)
5. 美しき人生 - What is Life
6. イフ・ノット・フォー・ユー - If Not for You
7. ビハインド・ザット・ロックト・ドア - Behind That Locked Door
8. レット・イット・ダウン - Let It Down
9. ラン・オブ・ザ・ミル - Run of the Mill
10. アイ・リヴ・フォー・ユー - I Live for You
未発表曲
11. ビウェア・オブ・ダークネス - Beware of Darkness
1970年5月27日録音のデモ・テイク
12. レット・イット・ダウン - Let It Down
1970年5月27日録音のデモ・テイクにオーバーダビングを加えたもの
13. 美しき人生 - What is Life
1970年8月9日録音のラフ・ミックス
14. マイ・スウィート・ロード (ニュー・センチュリー・ヴァージョン) - My Sweet Lord (2000)
オリジナルのベーシック・トラックにオーバーダビングを加え、ハリスンが新たにボーカルを入れなおしたもの。

### DISC 2
1. ビウェア・オブ・ダークネス - Beware of Darkness
2. アップル・スクラッフス - Apple Scruffs
3. サー・フランキー・クリスプのバラード - Ballad of Sir Frankie Crisp (Let It Roll)
4. アウェイティング・オン・ユー・オール - Awaiting on You All
5. オール・シングス・マスト・パス - All Things Must Pass
6. アイ・ディッグ・ラヴ - I Dig Love
7. アート・オブ・ダイイング - Art of Dying
8. イズント・イット・ア・ピティー (ヴァージョン2) - Isn't It a Pity (Version Two)
9. ヒア・ミー・ロード - Hear Me Lord
10. ジョニーの誕生日 - It's Johnny's Birthday
11. プラグ・ミー・イン - Plug Me in
12. アイ・リメンバー・ジープ - I Remember Jeep
13. サンクス・フォー・ザ・ペッパロニ - Thanks for the Pepperoni
14. アウト・オブ・ザ・ブルー - Out of the Blue

## クレジット
- ジョージ・ハリスン - リード・ボーカル、バッキング・ボーカル、アコースティック・ギター、エレクトリック・ギター、ドブロ・ギター、ハーモニウム、モーグ・シンセサイザー、ハーモニカ
- エリック・クラプトン - アコースティック・ギター、エレクトリック・ギター、バッキング・ボーカル
- ゲイリー・ライト - ピアノ、オルガン、エレクトリック・ピアノ
- ボビー・ウィットロック - ピアノ、オルガン、ハーモニウム、チューブラーベル、バッキング・ボーカル
- クラウス・フォアマン - ベース、エレクトリック・ギター
- カール・レイドル - ベース
- デイヴ・メイソン - アコースティック・ギター、エレクトリック・ギター
- ビリー・プレストン - ピアノ、オルガン
- リンゴ・スター - ドラムス、パーカッション
- ジム・ゴードン - ドラムス
- ジンジャー・ベイカー - ドラムス
- アラン・ホワイト - ドラムス、ビブラフォン
- ジム・プライス - トランペット、トロンボーン
- ボビー・キーズ - テナー・サックス
- ピート・ドレイク - ペダル・スティール・ギター
- ピート・ハム - アコースティック・ギター
- トム・エヴァンズ - アコースティック・ギター
- ジョーイ・モーランド - アコースティック・ギター
- マイク・ギビンズ - パーカッション
- ピーター・フランプトン - アコースティック・ギター
- デイヴ・メイソン- アコースティック・ギター、エレクトリック・ギター
- ゲイリー・ブルッカー - ピアノ
- トニー・アシュトン - ピアノ
- マル・エヴァンズ - パーカッション、ボーカル
- ジョン・レノン - ハンドクラップ（英語版）
- オノ・ヨーコ - ハンドクラップ
- エディ・クレイン - ボーカル
- ジョン・バーハム - オーケストラル・アレンジメント、コーラス・アレンジメント、ハーモニウム、ビブラフォン

## チャート

### ウィークリーチャート
| Chart (1970–1971)                | Position |
| -------------------------------- | -------- |
| Australian Go-Set Top 20 Albums  | 1        |
| Australian Kent Music Report     | 1        |
| Canadian RPM 100 Albums          | 1        |
| Dutch MegaCharts Albums          | 1        |
| Japanese Oricon LP Chart         | 4        |
| Norwegian VG-lista Albums        | 1        |
| Spanish Albums Chart             | 1        |
| Swedish Kvällstoppen Chart       | 1        |
| UK Albums Chart                  | 1        |
| US Billboard Top LPs             | 1        |
| US Cash Box Top 100 Albums       | 1        |
| US Record World Album Chart      | 1        |
| West German Media Control Albums | 10       |

| Chart (2001)                        | Position |
| ----------------------------------- | -------- |
| French SNEP Albums Chart            | 68       |
| Japanese Oricon Albums Chart        | 46       |
| UK Albums Chart                     | 68       |
| US Billboard Top Pop Catalog Albums | 3        |

| Chart (2021)                             | Peak position |
| ---------------------------------------- | ------------- |
| Australian Top Albums                    | 9             |
| オーストリア (Ö3 Austria)                | 4             |
| ベルギー (Ultratop Flanders)             | 5             |
| ベルギー (Ultratop Wallonia)             | 8             |
| カナダ (Billboard)                       | 49            |
| デンマーク (Hitlisten)                   | 27            |
| Finnish Albums (Suomen virallinen lista) | 26            |
| ドイツ (Offizielle Top 100)              | 2             |
| Irish Albums (OCC)                       | 22            |
| Italian Albums (FIMI)                    | 38            |
| New Zealand Albums (RMNZ)                | 36            |
| ポルトガル (AFP)                         | 19            |
| スコットランド (OCC)                     | 1             |
| Swedish Albums (Sverigetopplistan)       | 13            |
| スイス (Schweizer Hitparade)             | 3             |
| UK アルバムズ (OCC)                      | 6             |
| US Billboard 200                         | 7             |
| US Top Rock Albums (Billboard)           | 1             |

### 年末チャート
| Chart (1971)                 | Position |
| ---------------------------- | -------- |
| Australian Kent Music Report | 5        |
| Dutch Albums Chart           | 11       |
| US Billboard Year-End        | 18       |